# Candice Davis
Candice Davis (Ann Arbor, 26 oktober 1985) is een Amerikaanse atlete, die is gespecialiseerd in het hordelopen.
Op de wereldkampioenschappen indooratletiek 2008 in het Spaanse Valencia won ze een zilveren medaille. Met een tijd van 7,93 seconden eindigde ze achter haar landgenote Lolo Jones (goud; 7,80 s) en voor de Cubaanse Anay Tejeda (brons; 7,98 s).

## Persoonlijke records
Outdoor
| Onderdeel    | Prestatie | Datum         | Plaats      |
| ------------ | --------- | ------------- | ----------- |
| 100 m horden | 12,90 s   | 8 juni 2007   | Sacramento  |
| 400 m horden | 59,56 s   | 30 april 2005 | Los Angeles |

Indoor
| Onderdeel   | Prestatie | Datum            | Plaats     |
| ----------- | --------- | ---------------- | ---------- |
| 50 m horden | 7,02 s    | 10 februari 2009 | Liévin     |
| 55 m horden | 7,71 s    | 21 januari 2008  | Fresno     |
| 60 m horden | 7,90 s    | 24 februari 2008 | Boston     |
| 60 m        | 7,65 s    | 21 februari 2009 | Birmingham |

## Palmares

### 60 m horden
- 2008:  WK indoor - 7,93 s